# Новый однорукий меченосец
«Новый однорукий меченосец» (кит. 新獨臂刀, англ. The New One-Armed Swordsman) — гонконгский фильм режиссёра Чжан Чэ, вышедший в 1971 году. Дэвид Цзян сменил Джимми Вана, главного героя двух предыдущих фильмов об одноруком меченосце — Однорукий меченосец (1967) и Возвращение однорукого меченосца (1969).

## Сюжет
Лэй Ли — молодой герой, чьи двойные мечи непобедимы до тех пор, пока не появляется Лун Ичжи со своей командой и техникой, способной противостоять мечам героя. Лун задумывает план, чтобы очернить имя Лэй Ли. Лэй проигрывает Луну и, как необдуманно обещал заранее, отрубает свою правую руку и уходит из мира боевых искусств. Спустя два года Лэй работает официантом, над которым издеваются посетители за то, что он имеет только одну руку. Появляется другой фехтовальщик, Фэн Цзюньцзе, который спасает подругу Лэй Ли от членов клана, находящегося в союзе с Лун Ичжи. Несмотря на то, что Лэй Ли оставил меч, двое мужчин становятся настоящими друзьями. Фэн противостоит клану из-за похищений и других преступлений, но это оказывается ещё одной ловушкой Луна Ичжи. Фэн попадает в эту ловушку, и с ним жестоко расправляются. Узнав об этом, Лэй Ли снова берёт меч, чтобы отомстить клану за своего товарища.

## В ролях
- Ли Цзин — Ба Цзяо
- Дэвид Цзян — Лэй Ли
- Ти Лун — Фэн Цзюньцзе
- Ку Фэн — Лун Ичжи
- Чэнь Син — главный Чэнь Чжэньнань
- Вон Чун[кит.] — Цзинь Фэнь
- Ван Гуанъюй — Фань Юньхэ
- Чжэн Лэй — Хо Вай
- Лю Ган — Цзинь И
- Вон Чхинхо — босс Ли
- Сам Лоу — кузнец Ба
- Чен Хонъип — ученик Ичжи

## Съёмочная группа
- Компания: Shaw Brothers
- Продюсер: Шао Жэньмэй
- Режиссёр: Чжан Чэ
- Сценарист: Ни Куан[кит.]
- Ассистент режиссёра: Лэй Куоккён, Лю Тяньминь
- Постановка боевых сцен: Тан Цзя[кит.], Лю Цзялян
- Художник: Джонсон Цао
- Редактор: Куок Тхинхун
- Грим: Фан Юань
- Оператор: Гун Мудо
- Композитор: Фрэнки Чань[кит.]

## Кассовые сборы
В период кинотеатрального проката в Гонконге с 7 по 24 февраля 1971 года фильм собрал 1 596 530 гонконгских долларов. Таким образом, Новый однорукий меченосец занял третье место по сборам среди фильмов гонконгского производства за 1971 год.

## Награды
9-й Тайбэйский кинофестиваль Golden Horse (1971) — награда в следующей категории:
- Лучший монтаж — Куок Тхинхун